# Pichi-pichi
El pichi-pichi, també conegut com a pitsi-pitsi, és una darreria de les gastronomies de les Filipines i de Palau, estesa també als països propers. Es tracta d'unes boles de farina de mandioca cuinades al vapor, barrejades amb sucre i espessidors i decorades amb coco o formatge.
Es creu que el nom deriva de la paraula mapudungun pichi, que significa «petit». Hauria arribat al sud-est asiàtic de la mà dels colonitzadors hispanoamericans durant el segle xix. El plat s'associa a la província filipina de Quezon i sobretot al Festival Pahiyas de Lucban, on es creu que va originar-se. També és una recepta tradicional de la cuina palauaiana.
Després de pelar, ratllar i rentar la mandioca, se'n fa una mena de farina que es mescla amb sucre i un espessidor (sosa o potassa càustica). La massa es vessa en motlles i es cuina al vapor fins que queda cuita i tova. Es presenta sovint arrebossada en coco ratllat o amb formatge ratllat i latik (dolç de coco), de vegades també aromatitzat amb fulles de pandan. Es pot afegir colorant alimentari a la massa, abans de cuinar-lo, que li confereix el color grogenc característic.
Hi ha receptes similars, com ara el putli mandi, de les gastronomies tausug i yakan, que farceixen les boles amb làmines de coco ensucrades. Altres, com el palitaw, en canvi, substitueixen la farina de mandioca per la d'arròs.